# Орхомен (Аркадия)
Вижте пояснителната страница за други значения на Орхомен.
Орхомен (на гръцки: Ὀρχομενός, Ὀρχομενός ὁ Ἀρκαδικός, Orchomenos, Orchomenus) е древен град в Аркадия (Пелопонес). Градът се намира на 750 m височина и е споменат още от Омир. През 7 век пр.н.е. е водеща сила в Аркадия. От 6 век пр.н.е. принадлежи към Пелопонеския съюз. Градът участва по време на Персийските войни с 600 хоплити в битката при битката при Платея.  През 233 пр.н.е. е завладян от Антигон III Досон. През римско време по сведенията на Страбон и Павзаний е почти напуснат, но по източници съществува до 4 век. . Намира се близо до днешния град Мантинея. През 2011 г. има 11 621 жители.
Разкопани са градска стена, Агора, остатъци от театър на Артемида и преди всичко остатъци на театър от 4 век пр.н.е. На близо до разкопките се намират остатъци от канал от Микенската култура.